# Дубновичи (Калужская область)
Дубно́вичи — деревня в Козельском районе Калужской области. Входит в состав Сельского поселения «Деревня Дешовки».

## География
Расположено примерно в 11 км к югу от города Козельск.

## Население
| 2002 | 2010 |
| ---- | ---- |
| 12   | ↘2   |